# El Perol
El Perol är en vattenkälla i Mexiko. Den ligger i delstaten Coahuila, i den norra delen av landet. 